# Alexander Vass Anderson
Alexander Vass Anderson, britanski general, * 17. november 1895, † 17. oktober 1963.